# Igreja de Santa Teresinha do Menino Jesus (Porto Alegre)
A Igreja de Santa Teresinha do Menino Jesus é um templo católico na cidade de Porto Alegre, Brasil, notável pela série de murais de Aldo Locatelli e Emilio Sessa que possui em seu interior. A igreja está localizada na Rua Ramiro Barcelos nº 386, no bairro Floresta.
Sua fundação data de 1942, quando a paróquia foi criada, e a construção do prédio iniciou em 1946, sob coordenação do padre Atílio Fontana. Começou a funcionar em 1949, ainda não totalmente completa.
A data da contratação de Aldo Locatelli é incerta, mas em 1952 Emilio Sessa foi chamado para colaborar com ornamentação secundária e alguns painéis principais (abside e cúpula do presbitério), enquanto Locatelli realizava os painéis sobre a vida de Santa Teresa de Lisieux e uma cena da Eucaristia nas paredes, e os Evangelistas na cúpula do transepto.
A igreja foi erguida sobre um alto pódio, e a entrada se dá através de uma grande escadaria defronte. A fachada é modernista e austera, quase sem decoração salvo três painéis de motivo geométrico sobre as portas de entrada, localizadas no corpo principal que se projeta à frente dos corpos laterais das naves. No segundo pavimento três janelas retangulares e delgadas, e à sua frente uma grande cruz.
O interior é um interpretação moderna da estrutura típica das igrejas renascentistas, com três naves separadas por arcadas redondas, teto plano e uma capela-mor absidal, onde fica o altar-mor com uma grande estátua da Padroeira.
A decoração em pintura é rica mas não extravagante, mantendo um equilíbrio entre áreas livres e outras povoadas com cenas diversas. A ornamentação secundária inclui motivos florais e geométricos imitando caixotões em relevo e imitação de tijolos em certos elementos arquitetônicos como as colunas das arcadas, com belo efeito de conjunto.